# Налогообложение в Бутане
Налогообложение в Бутане осуществляется национальным правительством и его вспомогательными органами власти. Все налогообложение в конечном счете контролируется Министерством финансов Бутана, департаментом доходов и таможни, который является частью исполнительной власти Правительства Бутана.
Современная правовая система налогообложения в Бутане, основано на законодательстве Бутана. Некоторые акты предусматривают налогообложение только в соответствии с их предметом и на различных уровнях государственного управления. В результате налоговая система Бутана сильно децентрализована.
Обязанность платить налоги закреплена конституцией 2008 года индивидуально: Статья 8, § 8, а также в торговле.: Статья 14, § 1. Конституция также разрешает местным органам власти повышать налоги в соответствии с законами, принятыми парламентом.: Статья 22, § 18. В Соответствии с конституцией налогообложение, не квалифицируется как предмет национальных референдумов, оставляя налоговое законодательство в исключительной компетенции парламента.

## История
Во время правления Шабдрунга Нгаванга Намгьяла (1594—1651) налоги в Бутане взимались пенлопами (региональными губернаторами). В 1865 году Эшли Иден описал налогообложение в Бутане не столько как систему, сколько как «выжимание денег из как можно большего количества из людей, находящихся под их властью».
До 1960-х годов бутанское правительство собирало налоги натурой и в виде повинности. Налоги в натуральной форме постепенно были отменены в пользу номинальных монетизированных налогов на землю, собственность, доходы от бизнеса и потребление товаров и услуг.
В 1961 году, Национальная ассамблея Бутан, а учредила Комитет по счетам и аудиту (Gyaltse Kha Lowa) для надзора за государственными доходами и имуществом. В 1968 году Национальное собрание превратило Гьялце-Кха-Лоу в Министерство финансов под влиянием растущего развития. В 1971 году в министерстве было создано Таможенное управление, впоследствии ставшее Департаментом доходов и таможни, ответственным за реализацию большей части налогового законодательства.
В 1974 году королевское правительство начало экспериментировать с децентрализацией, передав некоторые правительственные полномочия, включая налогообложение, муниципалитетам Тхимпху и Пхунчхолинг.
Правительство Бутана провело крупные реформы налоговой структуры в 1989 году и ещё раз в 1992 году. Реформы 1989 года включали в себя первый в Бутане налог на прибыль предприятий, заменивший прежний 2 % — ный налог с оборота, отмену экспортных и таможенных пошлин, а также освобождение заводского оборудования от пошлин на продажу и импорт. Реформы 1992 года были направлены на упрощение административных процедур для обеспечения соблюдения требований и прозрачности.

## Налогообложение физических и юридических лиц
Бутанское законодательство в целом предусматривает индивидуальное и корпоративное налогообложение, основанное на доходах, продажах, импорте, движимом и недвижимом имуществе.
Бутан регулирует деятельность корпораций с 1989 года, в соответствии с законом о компаниях 2000 года. По состоянию на 2011 год, ставка корпоративного подоходного налога Бутана составляла 30 процентов от чистой прибыли; кроме того, налог на прибыль предприятий составлял ещё 30 процентов от чистой прибыли.
В 2000 году, Бутан принял закон о налоге с продаж и таможенных акцизах. Закон устанавливает обязанность уплачивать налог с продаж и акцизы на товары и услуги в Бутане, а также таможенные пошлины на импорт в соответствии со ставками и графиками, опубликованными Министерством финансов.
Закон также предоставляет департаменту доходов и таможенным агентам широкие полномочия проверять, конфисковывать, требовать учёта, а также задерживать, штрафовать и преследовать в судебном порядке тех, кто нарушает налоговое законодательство.:II §§ 38-44; III §§ 12-14; §§ 1-18. Закон также устанавливает процессуальные рамки для разрешения споров, которые могут быть обжалованы в Королевский суд.
Закон о подоходном налоге 2001 года, представляет собой первый современный всеобъемлющий закон о подоходном налоге в Бутане как для физических лиц, так и для компаний. Закон также предусматривает налог с продаж, банкротство и административные процедуры для рассмотрения споров.
По состоянию на 2011. год департамент доходов и таможни не облагает налогами первые 100 000 нгултрум дохода; налоги до 250 000 нгултрум-10 %; до 500 000 Нгултрум-15 %; до 1 000 000 Нгултрум — 20 %; и 1 000 001 Нгултрум и выше — 25 %. Кроме того, передача имущества облагается налогом в размере 5 %. Сельские налоги взимаются также с земли, домов и скота. Другие прямые обязанности включают транспортный налог, налог на зарубежные поездки, роялти, деловые и профессиональные лицензии, налоги на здравоохранение и муниципальные налоги.
В рамках программы децентрализации Бутана местные органы власти и муниципалитеты, включая дзонгхаг, гевог, тхромде, были уполномочены собирать налоги на имущество, услуги и транзакции, по крайней мере, с 1991 года. Примечательно, что закон о местном самоуправлении 2009 года разрешает муниципалитетам взимать отдельный налог на вакантность и отсталость.
Другое законодательство налогооблагает конкретный предмет. Например, закон о борьбе против табака 2010 года требует, чтобы лица, импортирующие табак, платили налог и представляли доказательства оплаты по требованию. Как и многие подобные законы, закон о борьбе против табака определяет ряд правонарушений и наказаний за нарушение его налоговых положений.

## Использование налоговых денег
Правительство либо выделяет налоговые поступления на конкретные государственные расходы, либо хранит их в Консолидированном бюджете. Правительство использует Консолидированный бюджет в соответствии с бюджетами, принятыми законом, а также может предоставлять гранты и инвестиции в общественных интересах. Национальный бюджет контролируется министром финансов, который регулярно отчитывается перед Национальной ассамблей Бутана.
Комиссия по заработной плате, независимый государственный орган, устанавливает ставку заработной платы и бюджет расходов для членов правительства. Государственное расходование собранных средств регулируется законом о государственных финансах 2007 года.

## Налоговые льготы
Согласно Конституции Бутана, Королевская семья получает ежегодную ренту, установленную парламентом, и освобождается от налогообложения.
Зарегистрированные организации гражданского общества, освобождаются от уплаты налога на доходы или другие доходы, полученные в результате инвестирования предоставленного имущества или других средств в соответствии с правилами, принятыми департаментом доходов и таможенных сборов. Двум типам организаций таким как общественно полезным и взаимовыгодным организациям-могут предоставляться освобождения от уплаты таможенных пошлин или других налогов, помимо подоходного налога, в каждом конкретном случае в соответствии с сводами правил, издаваемыми совместно органом по делам организаций гражданского общества и департаментом доходов и таможенных сборов.
Никакие таможенные пошлины не взимаются с товаров, ввозимых в Бутан из Индии, в соответствии с Национальным соглашением о торговле и коммерции.
Иностранные дипломатические представительства, международные организации и государственные учреждения, как правило, освобождаются от уплаты таможенных пошлин и налога с продаж. В соответствии с законом о налоге с продаж, министерство финансов может также освободить любое другое лицо от уплаты налога с продаж, таможенных пошлин и акцизов по своему усмотрению. Однако организации, освобожденные от уплаты таможенных пошлин, все равно должны платить налог с продаж при импорте товаров в Бутан.

## Споры по налогу на импорт транспортных средств
Налогообложение было предметом споров со времен демократизации в Бутане. В июне 2010 года первое демократически избранное правительство Бутана пересмотрело схему ввозных пошлин на импортируемые легкие, частные транспортные средства, повысив налоги без соблюдения процедур двухпалатного представления и обсуждения, требуемых Конституцией. Этот шаг был поддержан некоторыми бутанцами как сдерживающий заторы и загрязнение окружающей среды, одновременно способствуя развитию общественного транспорта.
Оппозиционная партия Национальной ассамблеи оспорила этот иск в Высоком суде Бутана, Конституционной коллегии, выиграв первоначальный иск.
В апелляции в Верховный суд Бутана генеральный прокурор утверждал, что налоговый пересмотр был поддержан доконституционными законами о прямом и косвенном налогообложении, которые остались нераскрытыми. Генеральный прокурор, также выступал против возможности судебного пересмотра политических действий, позиция, основанная в основном на судебной практике Соединенных Штатов, разработанной Луи Брэндайсом и поддерживаемой американским прецедентным правом.
В декабре 2010 года, пока иск находился на рассмотрении, правительство распорядилось прекратить весь импорт, облагаемый налогом, и оппозиция раскритиковала этот шаг как неуважение к суду.
24 февраля 2011 года, Верховный суд единогласным решением одобрил, постановление Верховного суда против правительства. Правительство сняло запрет на импорт в начале марта 2011 года и заявило о своем намерении вернуть налоги, которые оно собрало незаконно, хотя оно может вновь ввести налоговые поправки и принять их в конституционном процессе. Правительство, хотя и потрясенное этим решением, заявило, что не уйдет в отставку из-за разгрома.
После этого спора, Всемирный банк в своей оценке подотчетности финансового управления предупредил, что финансовые вопросы Бутана нуждаются в более тщательном законодательном контроле. Всемирный банк сослался на недостаточную проверку и дебаты в парламенте перед принятием бюджетов, которые включают налоговые графики. Кроме того, Всемирный банк осудил неспособность парламента изменить предлагаемые бюджеты, но только ратифицировать предложения Министерства финансов.